# Nationalpark Benito Juárez
Nationalpark Benito Juárez ist ein mexikanischer Nationalpark bei San Felipe del Agua im Bundesstaat Oaxaca im zentralen Westen Mexikos.

## Geografie
Der Park liegt 10 km nördlich von Oaxaca de Juárez auf einer Höhe von 1650 m bis 3050 m. Er umfasst eine alpin geprägte Fläche von 2737 Hektar, die zur Sierra Madre del Sur gehört. Der Cerro San Felipe ist mit über 3000 m der höchste Berg im Nationalpark. Der Park hat nach den IUCN-Kategorien den Status II.